# Мінько Олег Терентійович

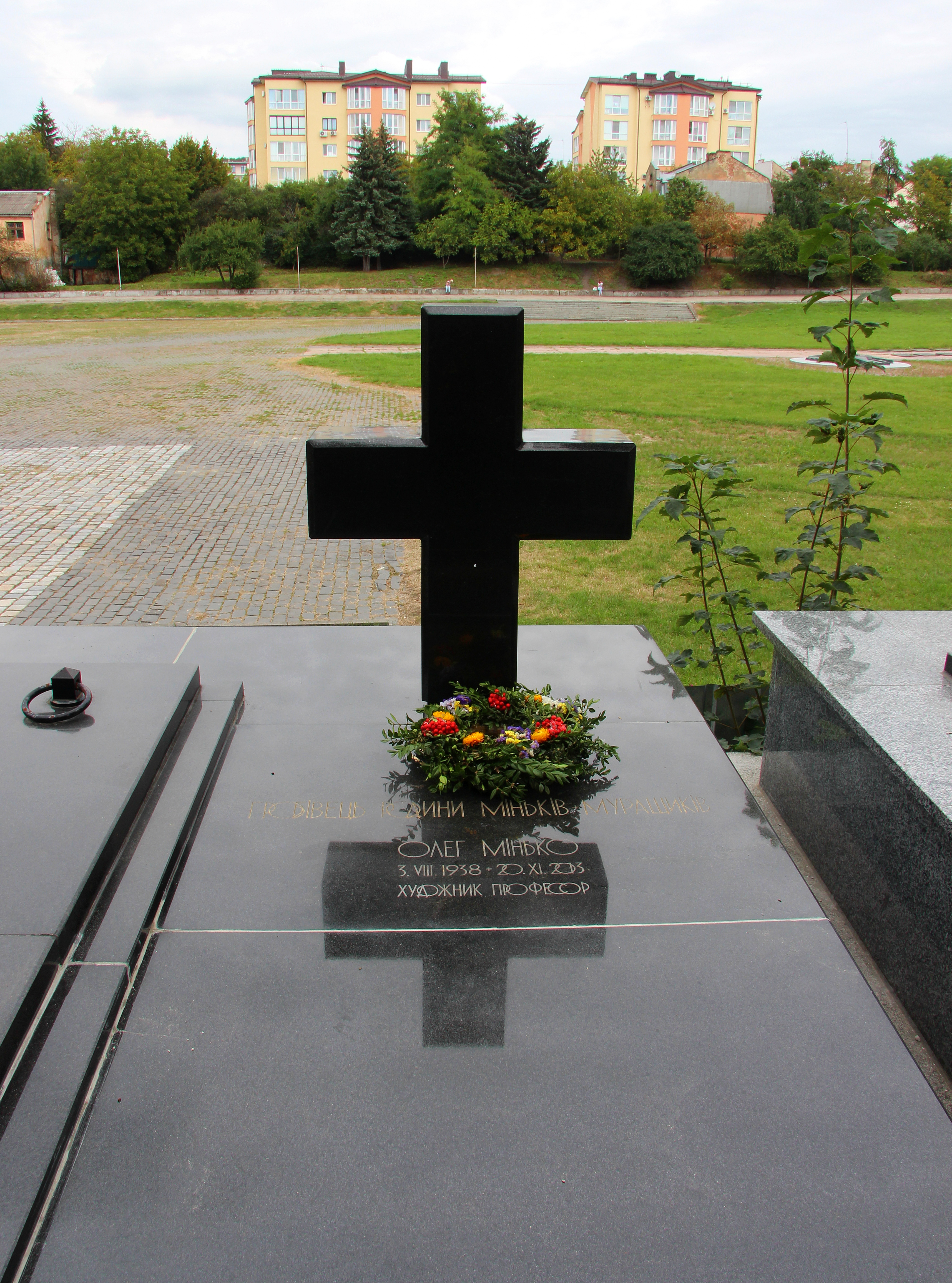

Олéг Терéнтійович Мінькó (3 серпня 1938, Макіївка, Донецька область — 20 листопада 2013, Львів) — український художник і викладач, представник львівської мистецької школи. Заслужений художник України (1972) та Народний художник України (2009) і вважається одним із найкращих сучасних художників України.

## Біографія
Війну родина пережила у селі Носачів на Черкащині, звідки родом був батько О. Мінька, 1944 року повернулися у Макіївку. Мати Антоніна Андріївна працювала бухгалтером у тресті «Макіївбуд», батько Терентій Іванович — економістом у механічному цеху на Макіївському металургійному заводі. Після школи Олег закінчив Макіївський металургійний технікум. З дитинства дуже любив малювати та мріяв стати художником.
За переказами прадід О. Мінька був іконописцем
1959 — вступив до Львівського державного інституту прикладного та декоративного мистецтва на відділ художнього ткацтва (нині Львівська національна академія мистецтв). Його викладачами були видатні живописці та блискучі педагоги Роман Сельський та Карло Звіринський.
Після закінчення інституту 1965 року працював майстром ткацького цеху Львівського художньо-виробничого комбінату, через 5 років став керівником цього цеху. З 1971 по 1982 працював художником монументального цеху Львівського художньо-виробничого комбінату. З 1982 року — старший викладач кафедри художнього текстилю Львівського державного інституту прикладного та декоративного мистецтва. Очолював цю кафедру.
Одружений з 1959 року. Дружина Ольга Мінько в минулому талановита ткаля. Донька Ірина Мінько-Муращик — відома художниця (пастель, гобелени малих форм).
Похований у родинному гробівці на 86 полі Личаківського цвинтаря.

## Творчість

Композиція із прямокутників (темпера, 1964)

Свою творчість Олег Мінько почав одразу з абстракцій, мінімальними засобами виражаючи свої внутрішні переживання. Одна з перших абстрактних композицій «Гра в карти», написана 1961 року. Абстракції (1963—1965) дали Олегові Міньку цілковиту свободу в пошуках непізнанного. Роботи «Замкова шпаринка», «Чорна маска», «Печера», «Чорні прямокутники», "Місячне сяйво, «Композиція з прямокутників» точно вивірені, суворі, аскетичні. Кольорова гама складається з темних насичених благородних кольорів: чорний, сірий, коричневий, темно-синій, бронзовий. Період абстрактного живопису в Олега Мінька тривав до 1965 року. Далі він почав шукати нове вираження своїх переживань. Так з'явився напрямок, який Олег Мінько називає умовно — фігуративним.
У 1967—1969 роках народилась серія «Життя масок». У цей час головним об'єктом творчих пошуків мистця стає історична та соціальна тематика. Він експериментує з людськими фігурами в просторі своїх картин і намагається завуальовано, езоповою мовою живопису виразити свій протест проти того, що відбувається в суспільстві. Так народжується нова серія філософсько-метафоричних картин, написаних у 1968—1972 роках: «Ностальгія», «Біль», «Людина з яблуком» («Ілюзіоніст»), «Крик», «Безглуздя». Ці картини — відверта реакція художника на посилення тиску тоталітарної влади.

Біль (темпера, 1968)

1970 року Олег Мінько став членом Спілки художників.
У творчості Олега Мінька з'являються нові сюжети на історичну тематику — це картини, що оспівують козаччину, оплакують полеглих героїв: «Козак», «Смерть кошового», «Степом», «Поема про давній степ». У цих творах чітко прочитується суто українське, національне, що хвилює митця: осмислення минувшини, славних часів козаччини, біль за долю України, пророцтво майбутнього, турбота про наше сьогодення. Пізніше, після творчої кризи протягом майже восьми років, ця серія матиме ґрунтовне продовження: «Трипілля», «Бандурист», «Князь Святослав», «Пам'ять діда», «Пророк». Особливо вражає полотно «Смерть кошового», яке зберігається у Львівській галереї мистецтв.
Орієнтовно з 1970 по 1978 живописець переживає затяжну творчу депресію, яку сам називає «періодом мовчання», спровоковану тривалим психологічним напруженням, яке посилилось після арештів друзів, стеження та постійних викликів до КДБ, негласної заборони виставляти свої картини, загального загострення ситуації в тоталітарному суспільстві.
З початком нового творчого періоду художник переживає ніби друге народження, своєрідний катарсис, прорив: від 1978 року почався новий, виставковий, етап у біографії художника.
1981 року у Львівській картинній галереї відбулась експозиція відомих львівських живописців Олега Мінька, Зеновія Флінти та Любомира Медвідя. «Виставка трьох» — під такою назвою вона увійшла в історію — стала яскравим явищем, «ковтком чистої джерельної води» в мистецькому середовищі.
Після успіху виставки не тільки у Львові, а й у Києві, Вільнюсі та Москві О. Міньку, Л. Медведю та З. Флінті присвоєно звання «Заслужений художник УРСР».

## Періоди творчості
Творчість художника поділяється на три періоди:

### Перший період
Вважається найпотужнішим (1960—1972). Вже тоді серія абстракцій з 30 картин під назвою «Композиції» та серія «Життя масок» засвідчили появу самобутнього мистця, який прагне вирватись із лещат соцреалізму. Сам живописець вважає «Композиції» та «Життя масок» камертоном до своєї творчості.
З 1970 по 1978 року настав обірваний «період мовчання».

### Другий період
Період — «романтичного реалізму», коли художник, за його словами, заново вчився малювати: серія пейзажів і портретів, художніх образів, опоетизованих романтично-філософським світосприйняттям мистця. Переломним моментом в усій творчості Олега Мінька став «Портрет доньки», написаний 1980 року. Власне, з цієї роботи й почався відлік нового, романтично-реалістичного, періоду творчості живописця.

### Третій період
Експресіоністичний — «повернення до витоків» — настав наприкінці 1980-х на початку 1990-х, коли митець нарешті зміг вільно говорити мовою своєї творчої натури, власного світосприйняття, внутрішніх переживань, тільки для нього характерних художніх образів.1989 року з'являється потужна серія сюжетно-фігуративних полотен «Пересторога», «Старий з патерицею», «Відчай»…

## Сучасна творчість
Дотримуючись індивідуальної живописної традиції, наприкінці 1980-х — на початку 1990-х років митець привніс у свої твори нові елементи й тільки йому характерні формальні рішення, створив свій неповторний світ, де його герої існують одночасно в минулому, сьогоденні та майбутньому, або в паралельних світах.
Ключове місце в творчості Олега Мінька різних років займає образ людини, її долі. Художник порушує філософські питання народження людини, її призначення на землі, ролі у Всесвіті. «Біль», «Ностальгія», «Муки», «Покаяння», «Дві постаті», «Земні муки», «Біла постать», «Одкровення», «Людина і ягня», «Химери», «Дівчина з птахом», «Вершник», «Чоловік у кріслі» — в цих та інших картинах переважає не радість життя, а його драматизм, трагедійність, що підкреслюється й темною палітрою кольорів і відтінків.
Дуже часто на полотнах Олега Мінька натрапляємо на загадкову білу, характерну в експресіоністичних пошуках художника, постать: «Постать і білі кали», «Оголена в лісі», «Біла постать», «Сніг у лісі»… Ця деформована жіноча, а інколи й невизначеної статі, фігура може символізувати жінку, долю, Україну і навіть смерть.
Написаний 1995 року дивовижний «Кіт і Півень», «Синя голова», «Наляканий кінь», експресіоністичні «Жіночий портрет з бабкою», «Пташиний спів», «Портрет із зеленим листком», «Тривога», «Жінка, яка йде по озеру», «Розмова», «Мандруючі», «Великі хмари над озером», «Метелик на пляжі», «Півень», «Дівчина з птахом» — реальність і містика, намагання проникнути в таїну потойбічного світу, дивні життєві ситуації — український метафізичний світ, створений художником.

Натюрморт з годинником (картина Олега Мінька)

У 2000 році ім'я українського художника-постмодерніста Олега Мінька зайняло своє гідне місце поряд з експресіоністами норвежцем Е. Мунком та французьким митцем Ж. Руо, яскравим австрійським експресіоністом А. Райнером та сюрреалістами — французом А. Бретоном, іспанцем Сальвадором Далі, бельгійцем Р. Магрітом у підручнику «Основи естетики» для 10-11-х класів, що вийшов друком у Києві. "Слід зазначити, що експресіоністичне світовідчуття завжди було притаманним й українській національній самосвідомості. Зокрема, роботи львівського художника О. Мінька «Відчай», «Мовчання», «Пересторога» — новий крок у розвитку «слов'янської гілки європейського експресіонізму», — пишуть автори Л. Т. Левчук, О. І. Онищенко.
Рік 2009 — 50 років творчості — для Олега Мінька став своєрідним підсумком, хоча художник і надалі продуктивно працював як митець і як педагог. Він розпочав новий цикл «Зниклі цивілізації», у якому звучать мотиви екзистенційних переживань живописця з приводу майбутнього людства.